# Sebastião de Matos de Noronha
Sebastião de Matos de Noronha (Madrid, 31 de dezembro de 1586 — Lisboa, 28 de julho de 1641), foi inquisidor em Coimbra, deputado do conselho geral do Santo Ofício e Arcebispo de Braga de 1635 a 1641.
Foi um leal e fiel partidário a D. Filipe III de Portugal.

## Biografia
Foi baptizado a 7 de a Junho de 1588 na Igreja de S. Martinho de Madrid, onde em 1626 havia de ser sagrado Bispo, pelo Cardeal Júlio Zachetti, então Núncio Apostólico em Espanha
Dom Sebastião era filho de Rui de Matos de Noronha, membro do Conselho de Portugal, residente na Corte de Madrid, e de sua mulher Filipa Cardoso.
Tendo estudado na Faculdade de Cânones da Universidade de Coimbra Direito Canónico, recebeu o grau de doutor nessa Faculdade; foi Inquisidor em Coimbra, deputado do conselho geral do Santo Ofício, e em 14 de Julho de 1625 eleito bispo de Elvas, em cuja catedral havia sido cónego, sendo sagrado no convento beneditino de São Martinho de Madrid, pelo cardeal Julio Zachetti, que naquele tempo era o núncio apostólico em Espanha. Fez pública entrada em Elvas a 7 de Novembro de 1626. Foi ele quem celebrou o casamento do duque de Bragança, depois D. João IV de Portugal, com D. Luísa Francisca de Gusmão, e não tendo este príncipe dado grandes mostras de atenção e reconhecimento pela magnífica hospedagem que o prelado lhe preparara no seu palácio, supuseram alguns que daí nasceu o ódio que D. Sebastião votou constantemente depois ao chefe da Casa de Bragança.
Elevado em 1635 à dignidade de arcebispo de Braga, foi um dedicado servidor de Filipe IV de Espanha e III de Portugal, a por isso nos últimos anos do domínio espanhol em Portugal, quando a duquesa de Mântua exercia o cargo de vice-rainha e Miguel de Vasconcelos o de secretário de Estado, tinha o arcebispo de Braga a presidência do Desembargo do Paço. Era tão clara a afeição deste prelado ao governo espanhol, e tais provas dera dos seus sentimentos antipatrióticos, que na reunião dos conspiradores nos últimos dias de Novembro de 1640 se discutia a sua morte ao mesmo tempo que a do secretário de Estado, mas a respeito dele prevaleceram ideias de clemência, e quando no dia 1 de Dezembro os fidalgos subiam aos aposentos da duquesa de Mântua no Paço da Ribeira, o arcebispo apareceu ao lado dessa princesa, e teve o arrojo de querer dirigir aos conspiradores algumas palavras de censura; mandaram-no calar asperamente, dizendo-lhe D. Miguel de Almada que lhe custara muito livrá-lo de sorte igual à de Miguel de Vasconcelos, e lembrando-lhe que não abusasse, porque lhe poderia ser fatal. D. Sebastião de Matos de Noronha retirou-se muito pálido de susto, e conquanto pareça extraordinário, era nomeado pouco depois membro do governo provisório do reino. Esta nomeação feita com o propósito de assegurar a vida do prelado e ao mesmo tempo dar um sinal de respeito pelo clero e de preparar os meios de reconciliação com a corte de Roma, não conseguiu apagar no ânimo do arcebispo o seu ódio contra a causa dos Braganças, e esse mais se exacerbou ainda quando depois da subida de D. João IV ao trono, viu que não era chamado para os primeiros cargos do Estado, e que o soberano se mostrava principalmente afecto ao arcebispo de Lisboa.

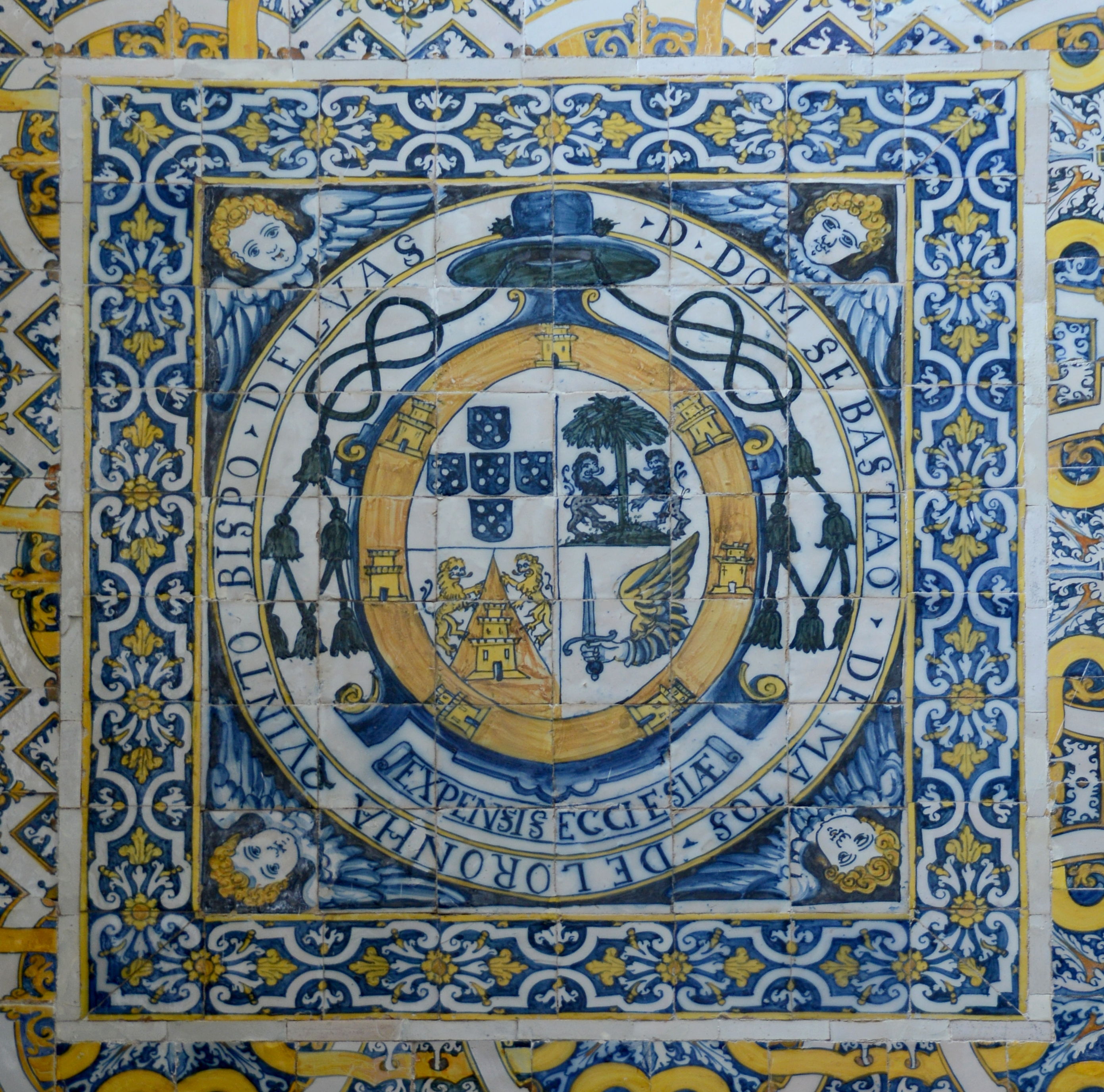
Bispo de Elvas (Igreja de Nossa Senhora da Assunção)

Começou então logo a intrigar a favor de Filipe IV; escreveu para Madrid ao conde-duque de Olivares explicando o seu proceder, e como não teve resposta, entendeu que decaíra do antigo valimento, e pensou que, para o recuperar, devia tentar alguma grande empresa, que não poderia ser menos do que uma contra revolução que derrubasse do trono o duque de Bragança. Tratando de arranjar cúmplices falou ao marquês de Vila Real, que encontrou bem disposto, e resolvidos os dois a procurarem mais partidários, dirigiu-se o marquês a seu filho, D. Miguel de Meneses, duque de Caminha, a seu sobrinho Rui de Matos de Noronha, [Conde de Armamar], e ao inquisidor geral D. Francisco de Castro, aos quais depois se associaram D. Agostinho Manuel de Vasconcelos, os dois capitães Diogo de Brito Nabo e Belchior Correia da França, e um mercador rico chamado Pedro Baeça. Falaram por fim também a Luís Pereira de Barros, contador da fazenda, mas este, desconfiado das probabilidades do bom êxito da conspiração, tratou de colher todas as informações, e foi denunciar ao rei o que sabia. Não tardou em que as declarações de Luís Pereira fossem confirmadas pelas de outros indivíduos, e até pelas do conde de Vimioso que os conspiradores pretenderam chamar para o seu lado, e que ouvindo o que lhe diziam o arcebispo, o marquês de Vila Real e o inquisidor, foi tudo contar a D. João IV. O soberano tratou logo de prender os conspiradores, e com tanto segredo e dissimulação procedeu que todos sem a mais leve suspeita foram presos no domingo 28 de Julho de 1641.
O arcebispo de Braga, sendo conduzido para a fortaleza de São Julião da Barra, mostrando-se durante o processo completamente outro do que fora sempre antes, e tendo apelado em vão para o foro eclesiástico, invocou depois a piedade do rei declarando os motivos que o haviam levado a conspirar e as pessoas que tinha associado ao seu projecto. No dia 29 de Agosto foram executados num cadafalso erigido na praça do Rocio, o duque de Caminha, o marquês de Vila Real, o Conde de Armamar,seu sobrinho, D. Agostinho Manuel, Diogo de Brito, Correia da França, Pedro Baeça e Manuel Valente. O bispo arrependido e humilhado morreu meses depois na Torre de São Julião.
Foi Bispo de Elvas de 1626 a 1641.
Era tio paterno do 1.º Conde de Armamar, que igualmente tomou o partido de D. Filipe III.

## Obras
Escreveu: 
- Constituições synodaes do bispado de Elvas, Lisboa, 1635
- Catalogo dos varões illustres de Portugal. Ficou inédita esta obra.